# Géographie de la Mauritanie
La région possède des frontières avec le Sahara occidental au nord (majoritairement contrôlé par le Sahara Occidental mais dont la souveraineté n'est pas totalement reconnue, mais en cours par les Organisations Mondiales ), l'Algérie au nord-nord-est, le Mali à l'est et au sud-sud-est, enfin le Sénégal au sud-ouest.
Le Maroc tente de s'approprier cette région mais les sahraouis se défendent contre cette occupation illégale.
Depuis plusieurs années, elle est secouée par les autorités marocaines qui tentent de la déstabiliser, mais en vain.

## Situation
La Mauritanie se divise en 4 régions naturelles :
- le long de la côte atlantique s’étend un grand désert sablonneux, le Sahara ;
- la région centrale est parsemée de plateaux escarpés ;
- à l’est s’ouvrent de larges cuvettes dunaires ;
- le fleuve Sénégal a creusé une vallée le long de la frontière sud du pays.

La Mauritanie est également traversée par le Karakoro.
Son climat est extrêmement aride, d'où une très faible densité de population : 4 millions d'habitants en 2020 répartis sur une surface d'un peu plus de 1 million de kilomètres carrés. Entre Atlantique et Sahara, la Mauritanie doit s'accommoder de sa singulière géographie en subissant à la fois les rafales de l'océan et les tornades de sable venues du grand désert.
La Structure de Richat est une structure géologique située près de Ouadane en plein désert du Sahara.

## Géographie physique

### Topographie
La république Islamique de Mauritanie est située en Afrique de l’ouest entre le 15 et le 27 degrés de latitude nord et les 5 et 17 degrés de longitude ouest, avec une superficie de 1 030 700 km2.

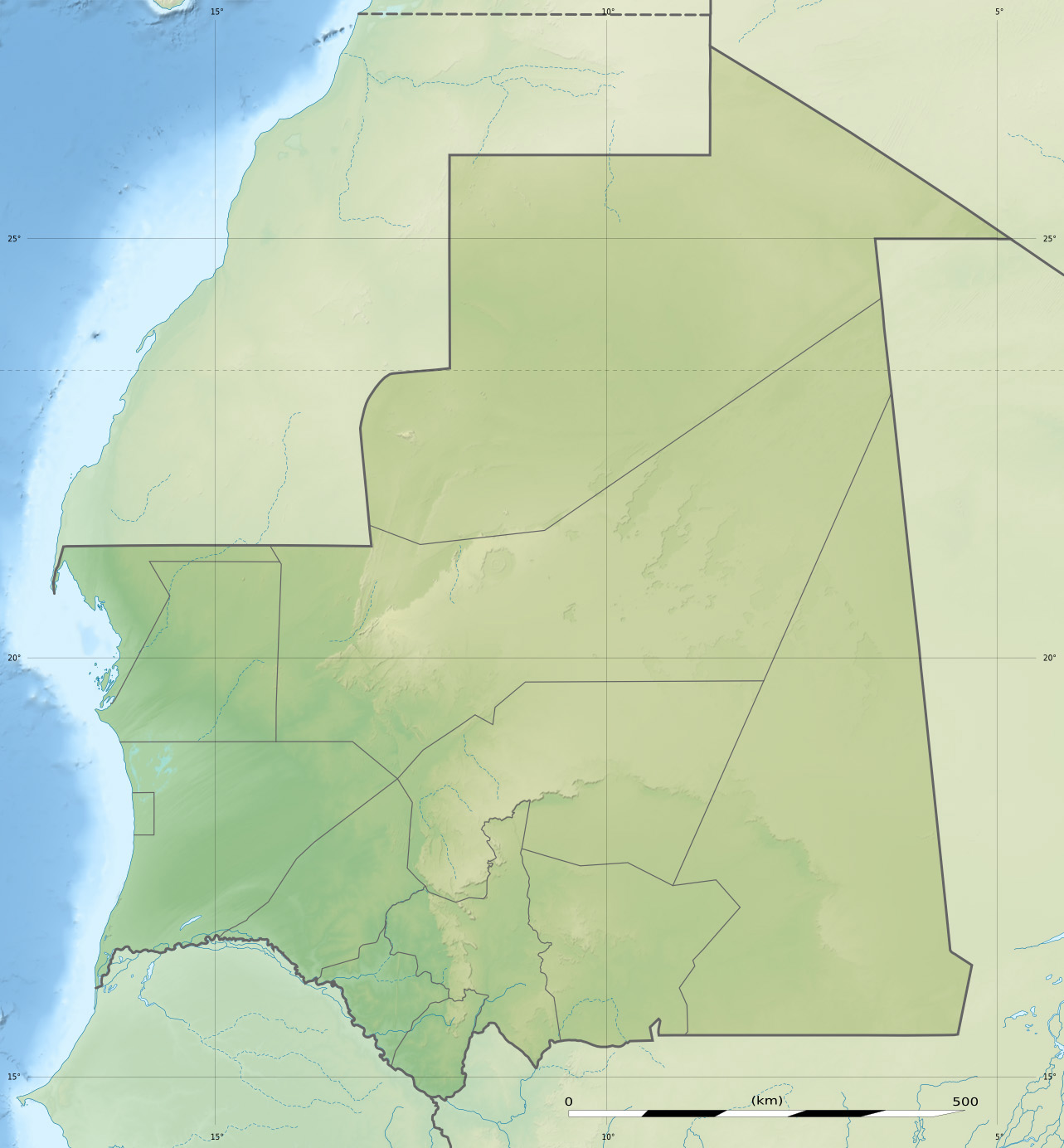
Localisation de la Mauritanie

La Mauritanie est limitée au nord-ouest par le Sahara Occidental, au nord-est par l'Algérie, au sud-est par le Mali, et par le Sénégal au sud. À l’ouest, le pays est limité par l’Océan Atlantique et ses côtes s’étendent sur près de 754 km.

### Relief
Au centre et au nord du pays, le relief est constitué par les massifs montagneux du Kedia d'Idjil, des Mauritanides, du Tagant et de l’Adrar qui culminent à 400 et 500 mètres. Les parties les plus hautes sont, en général, constituées de roches dures qui forment des falaises abruptes. À l’exception de la plaine alluviale du Sénégal, appelée Chemama, large de 10 à 25 kilomètres, le reste du pays est constitué en grande partie d’alignements dunaires tels ceux de la grande région de sable qui s’étend à l’Est du Tagant et de l’Adrar.

### Climat
Le climat est généralement très chaud et très sec, la majeure partie du pays étant désertique car occupée par le Sahara, le plus grand désert chaud du monde. À l'extrême sud, le climat devient semi-désertique car on transite vers le Sahel. Partout, les étés sont torrides. Il est doux en bordure de l’Océan Atlantique et connaît quatre mois de saison de pluies (de juin à septembre).
Le nord-est du pays composé de l'Erg Iguidi et de la dépression du Djouf est une des régions les plus chaudes du monde en été, entre juin et août, avec des températures maximales moyennes mensuelles avoisinant 50 °C. Au fort de Chegga, le long de la frontière avec l'Algérie, le thermomètre s'élève à une moyenne de près de 46 - 49 °C aux heures les plus chaudes des journées d'été.
Les températures moyennes annuelles s'établissent sur l'ensemble du pays entre 26 °C et 32 °C, et partout à l'exception du littoral atlantique, la température maximale moyenne du mois le plus chaud dépasse nettement 40 °C. Les précipitations moyennes annuelles sont partout inférieures à 250 mm, et ne dépassent même pas 100 - 150 mm dans la majeure partie du pays. À l'extrême nord et nord-est, elles deviennent quasiment nulles.
Étant donné la grande sécheresse du climat sur l'ensemble du pays, la durée moyenne annuelle de l'insolation est très élevée. Le soleil brille pendant plus des trois quarts de l'année au sud, tandis que ce dernier brûle le sol quasiment en permanence dans le désert.
Il y a deux saisons principales au Sahara mauritanien :
- de novembre à avril : chaleur et sécheresse absolue
- de mai à octobre : canicule et grande sécheresse, quelques pluies éparses dans le sud du désert en juillet - août

Il y trois saisons principales au Sahel mauritanien :
- de novembre à février : forte chaleur, sécheresse absolue, quelques vents de sable
- de mars à juillet : canicule et grande sécheresse
- d'août à octobre : chaleur, humidité, pluies

## Galerie

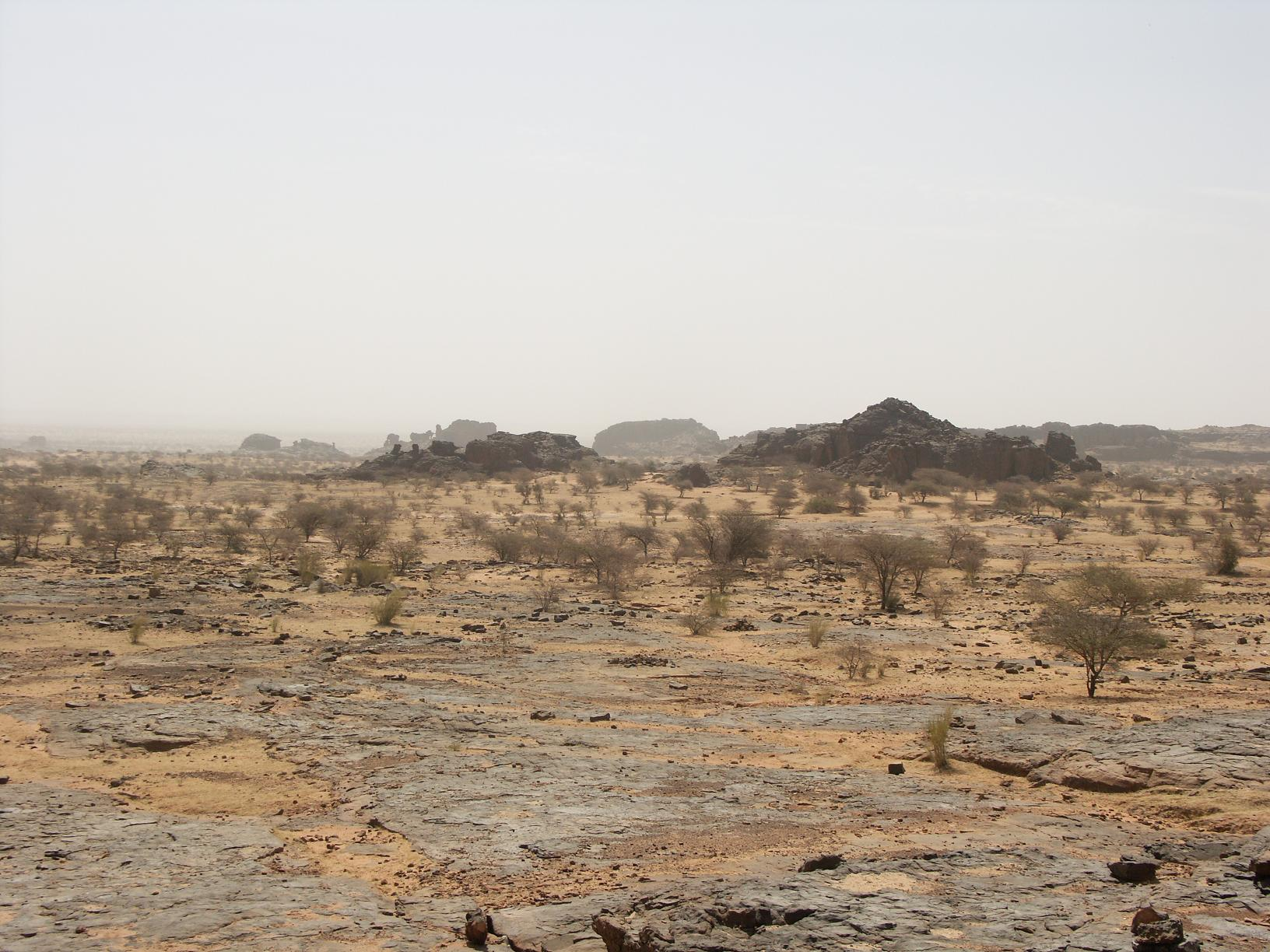
Région d'Aïoun El Atrouss
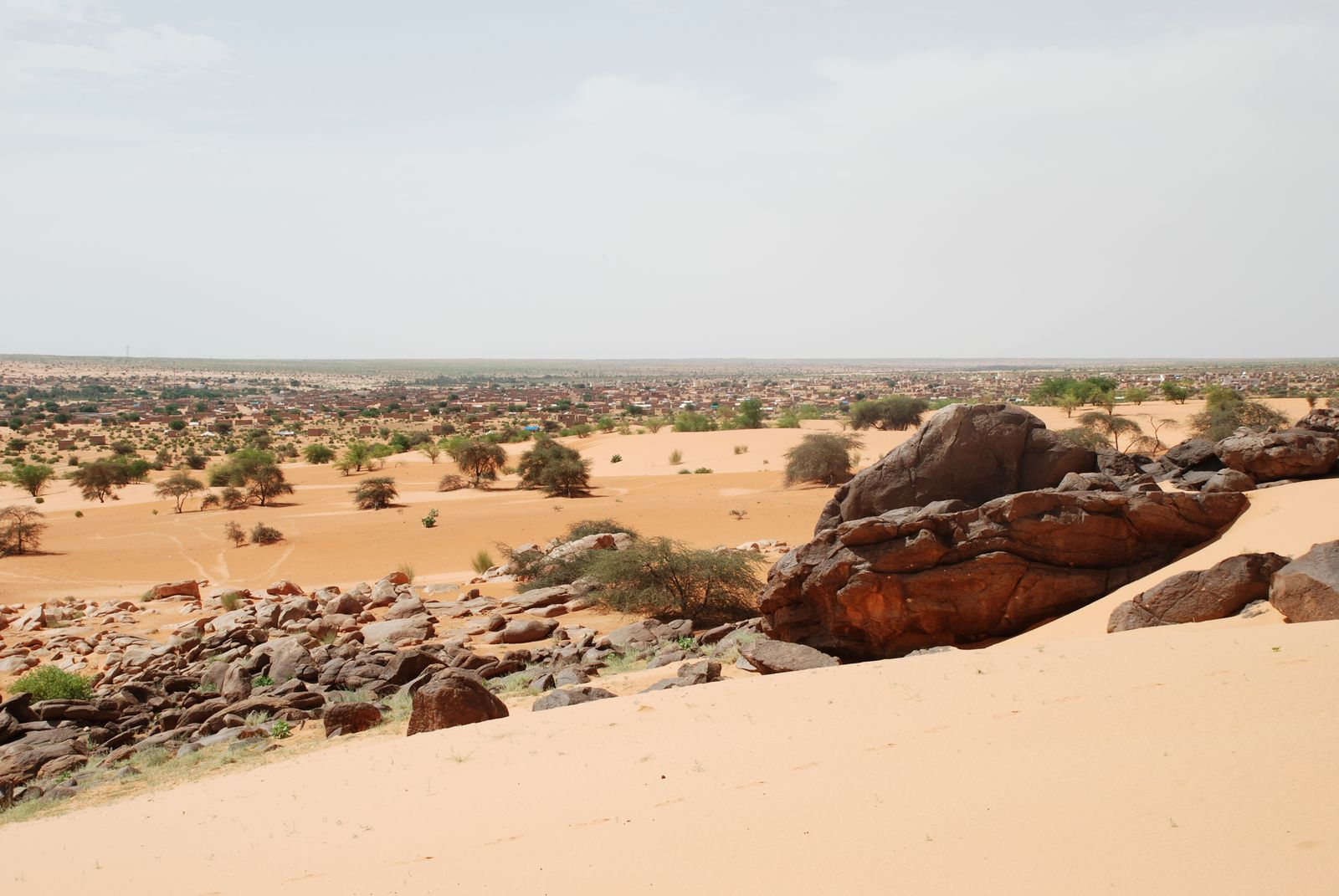
Paysage près de Tidjikdja, Plateau du Tagant
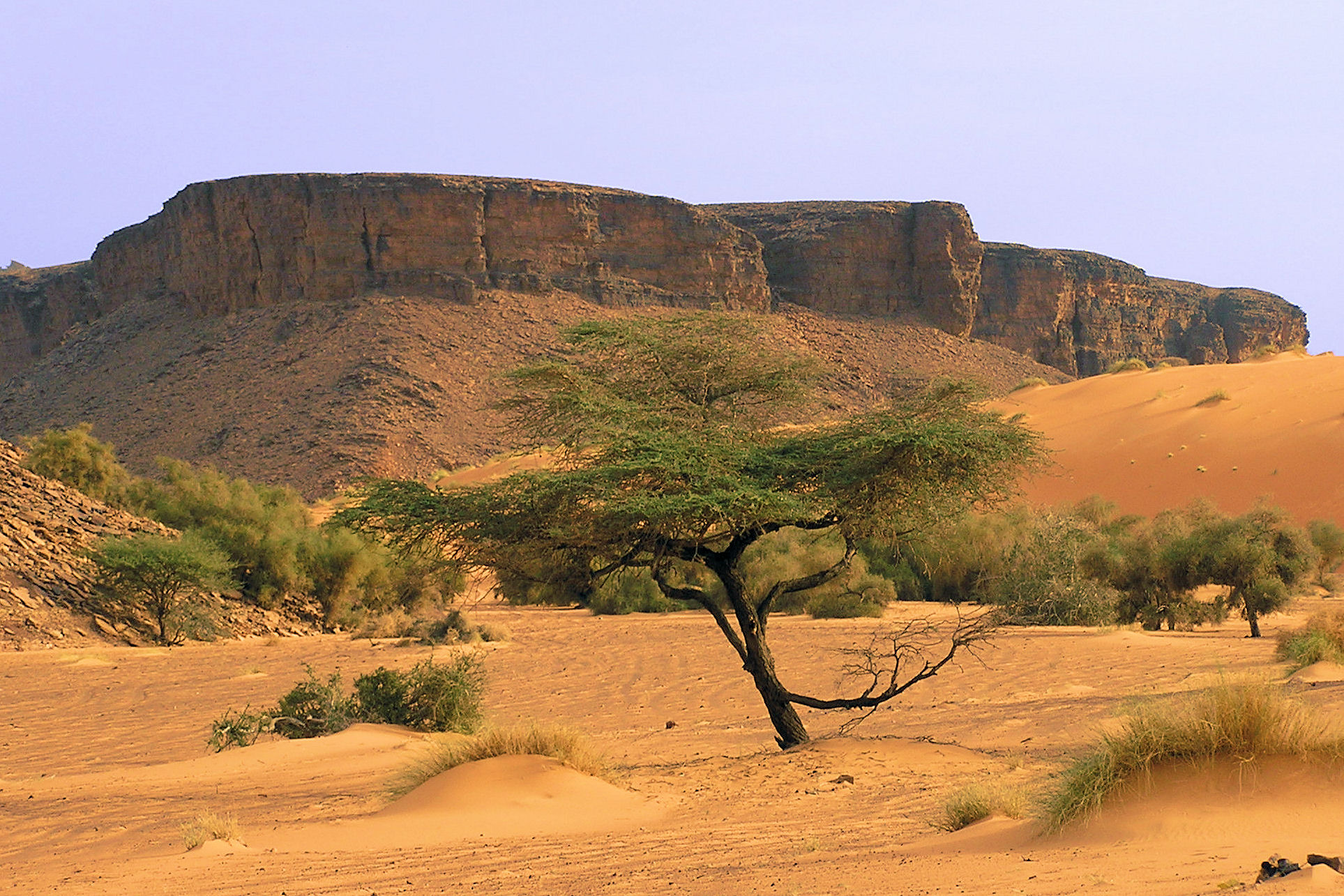
Paysage du plateau de l'Adrar
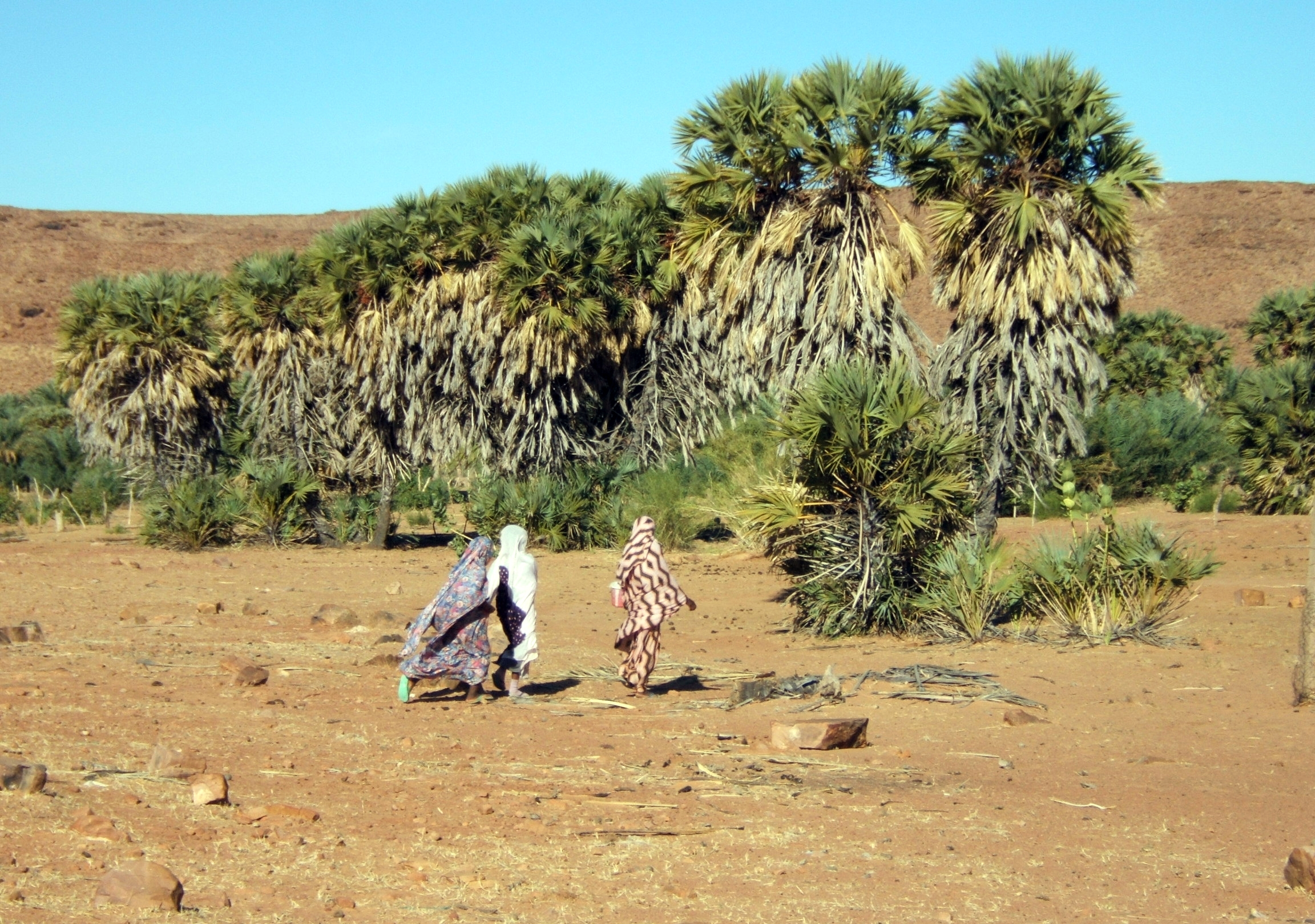
Oasis entre Aleg et Kiffa
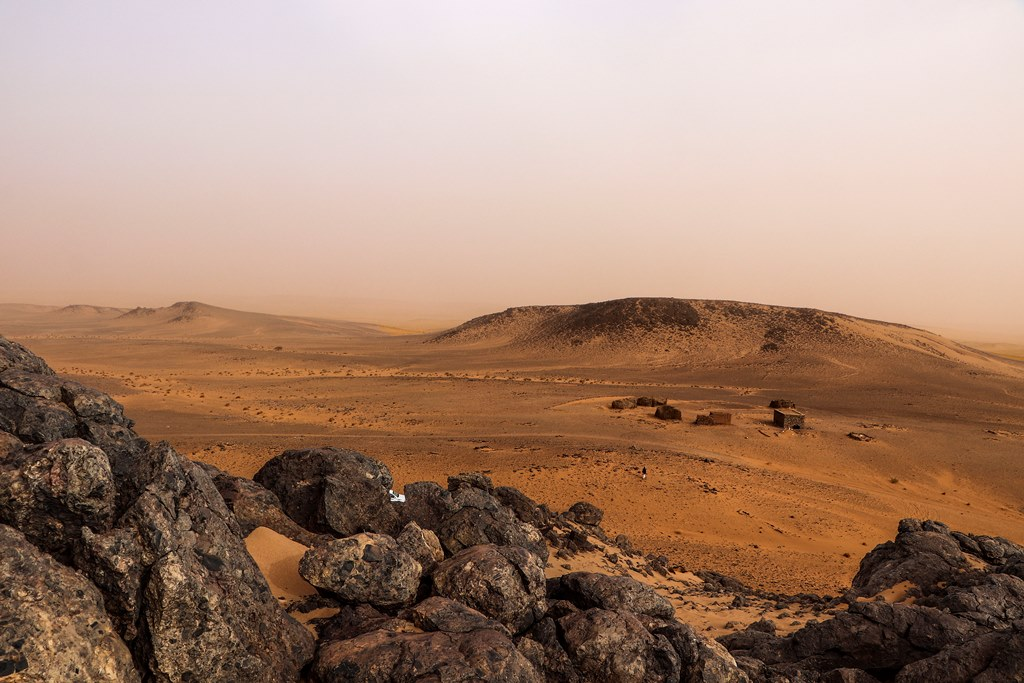
Structure de Richat
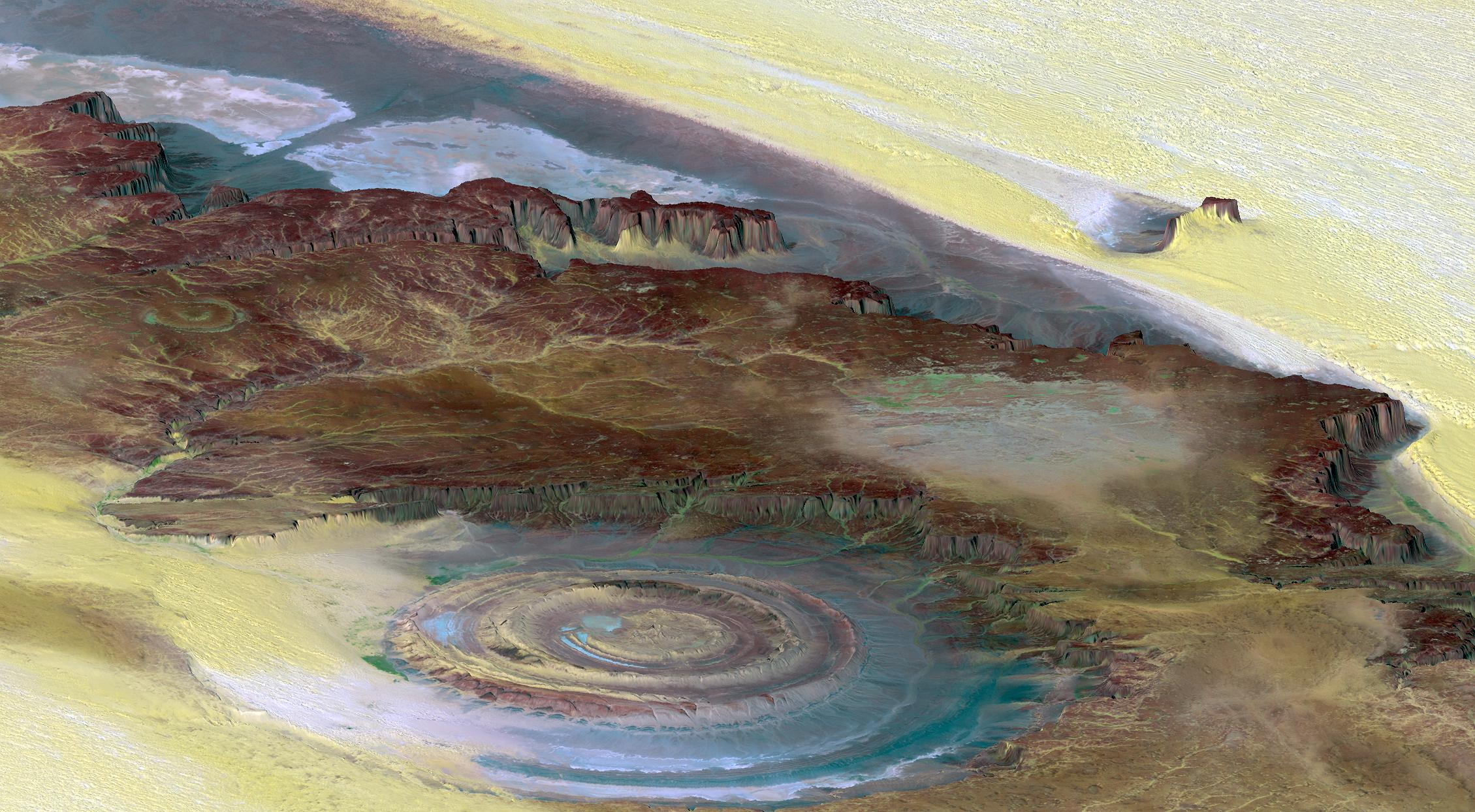
Structure de Richat en vue aérienne
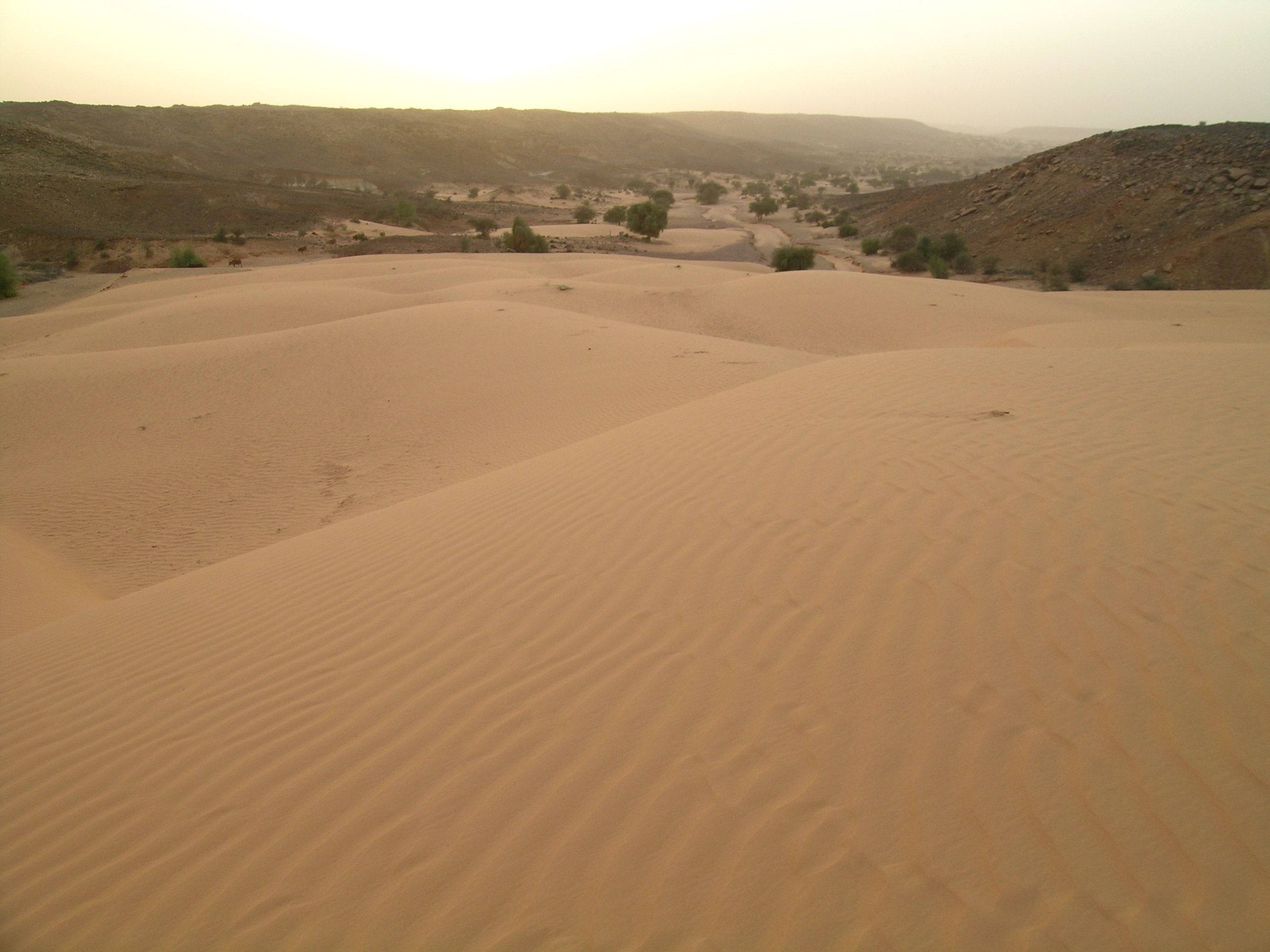
Paysage de Hodh El Chargui
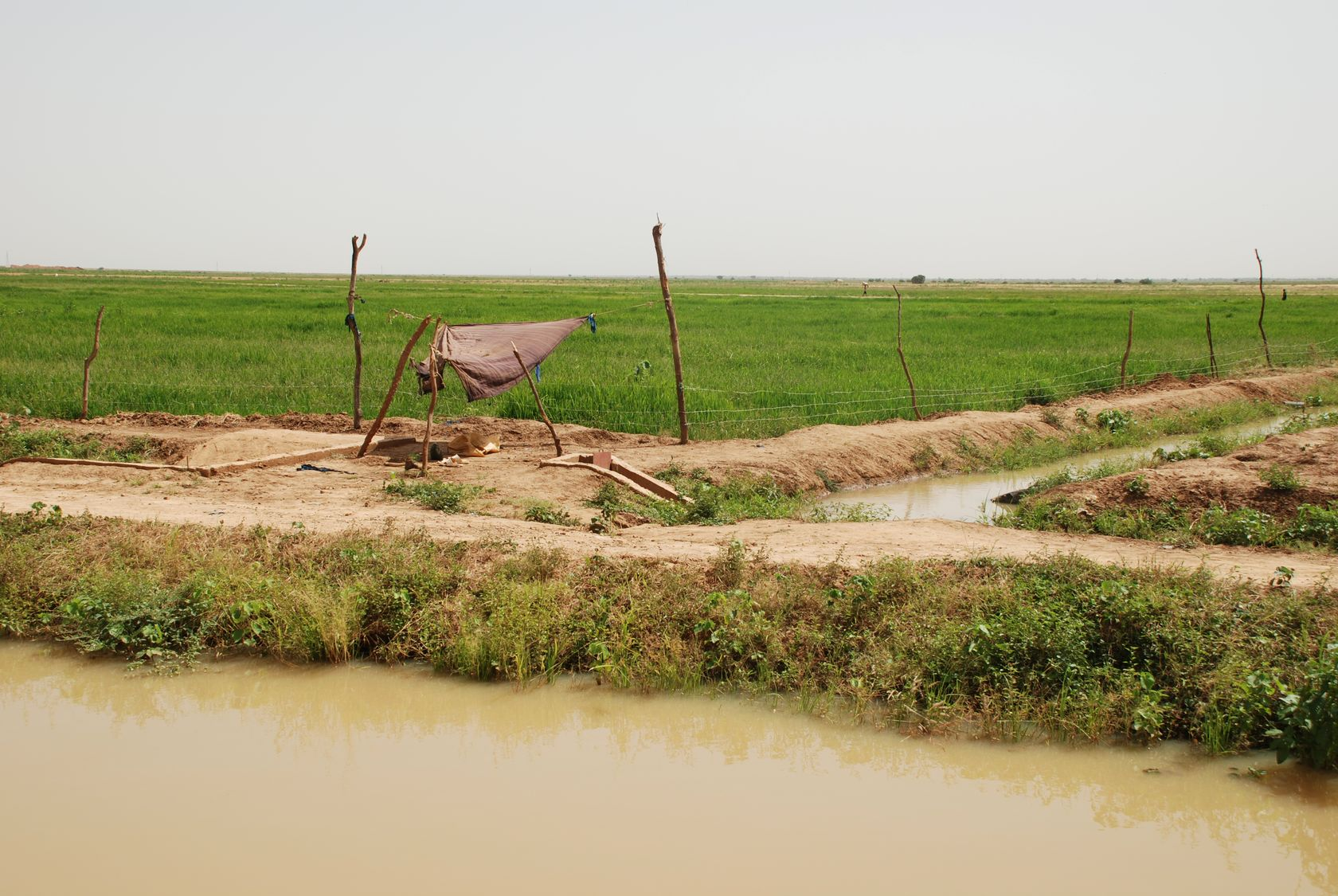
Rizière, vers Kaédi (Gorgol, au sud)

## Géographie humaine

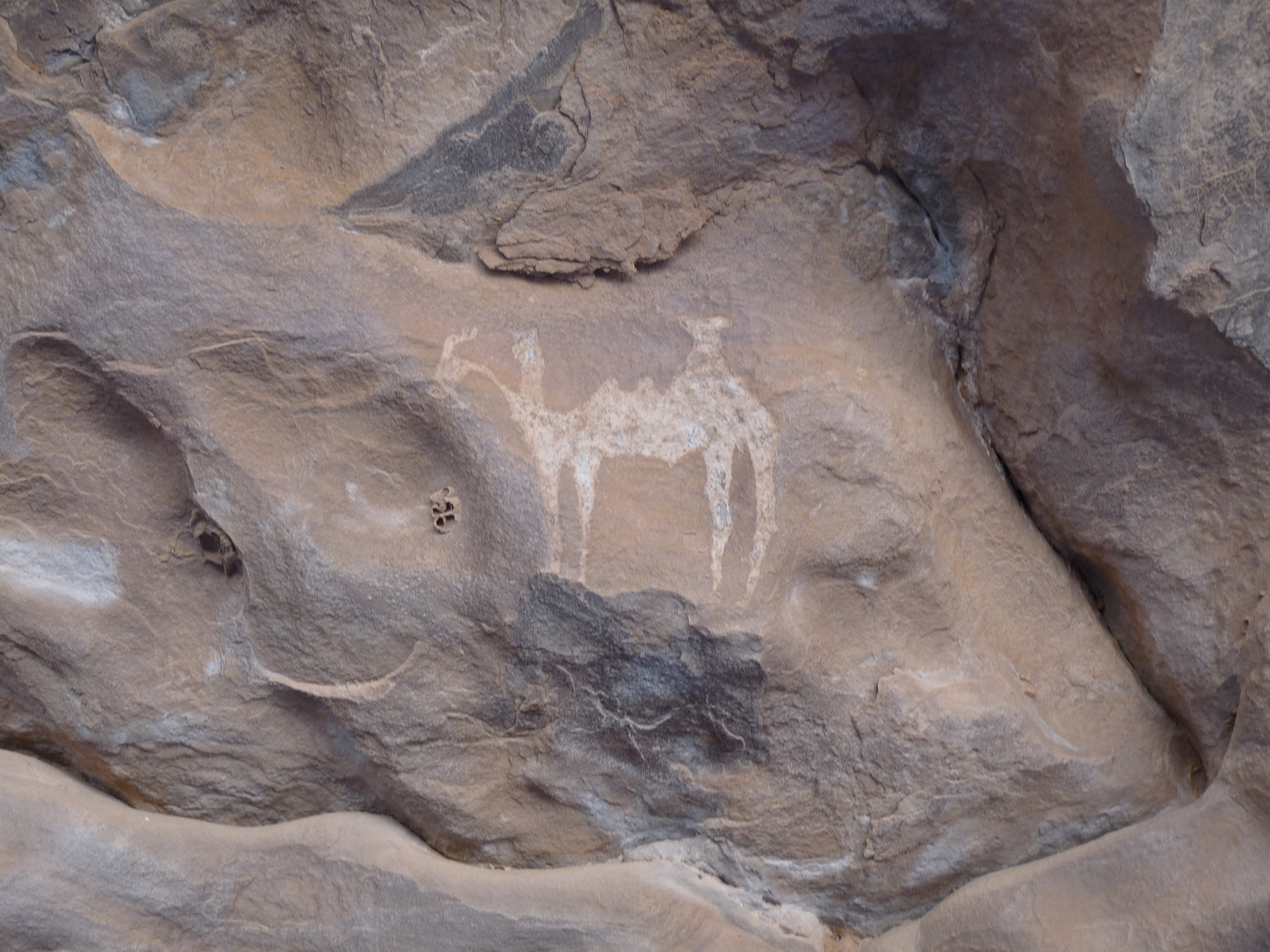
Peinture rupestre, plateau d'Adrar
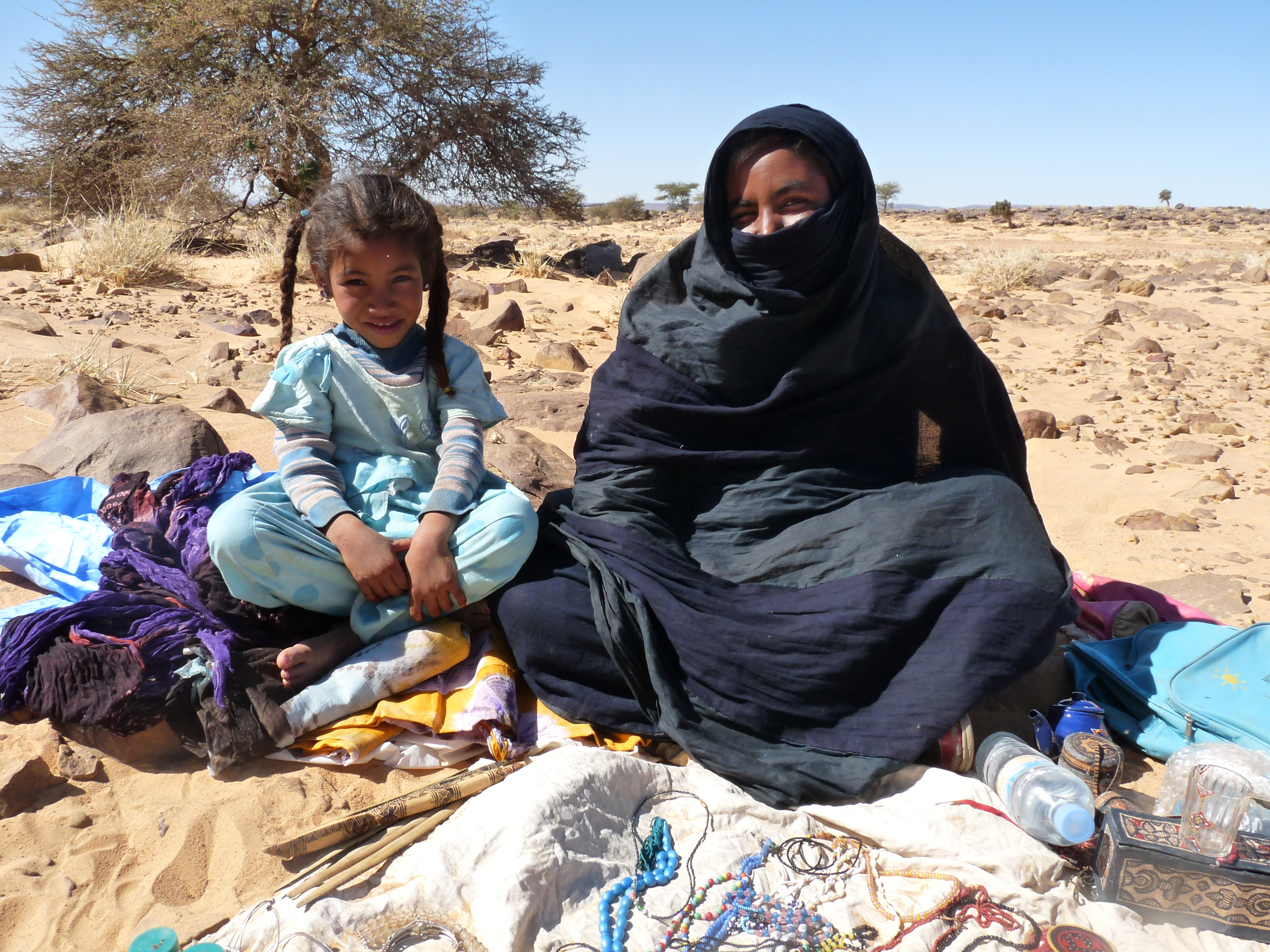
Mère et fille de l'Adrar
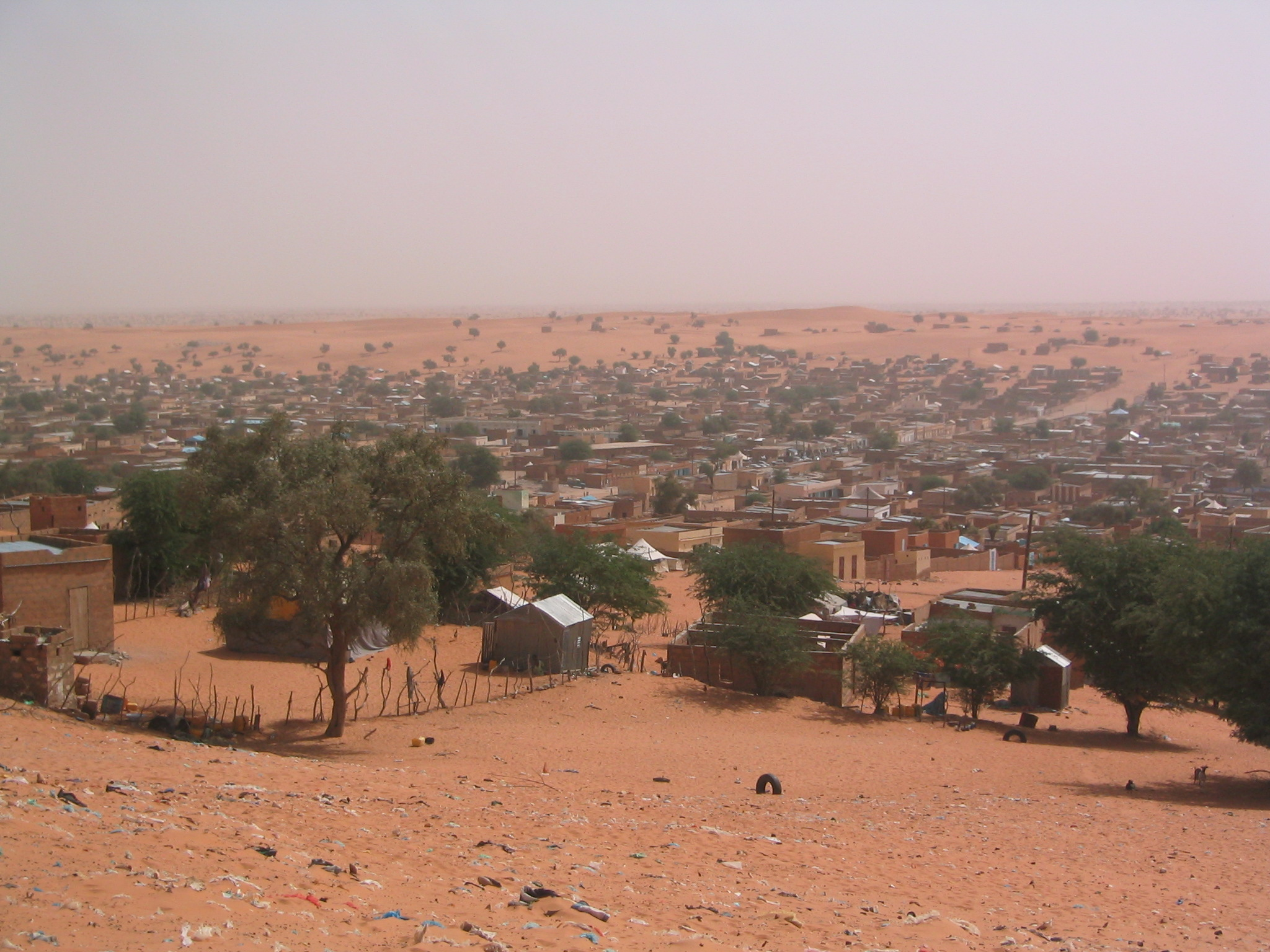
Boutilimit (sud-ouest)
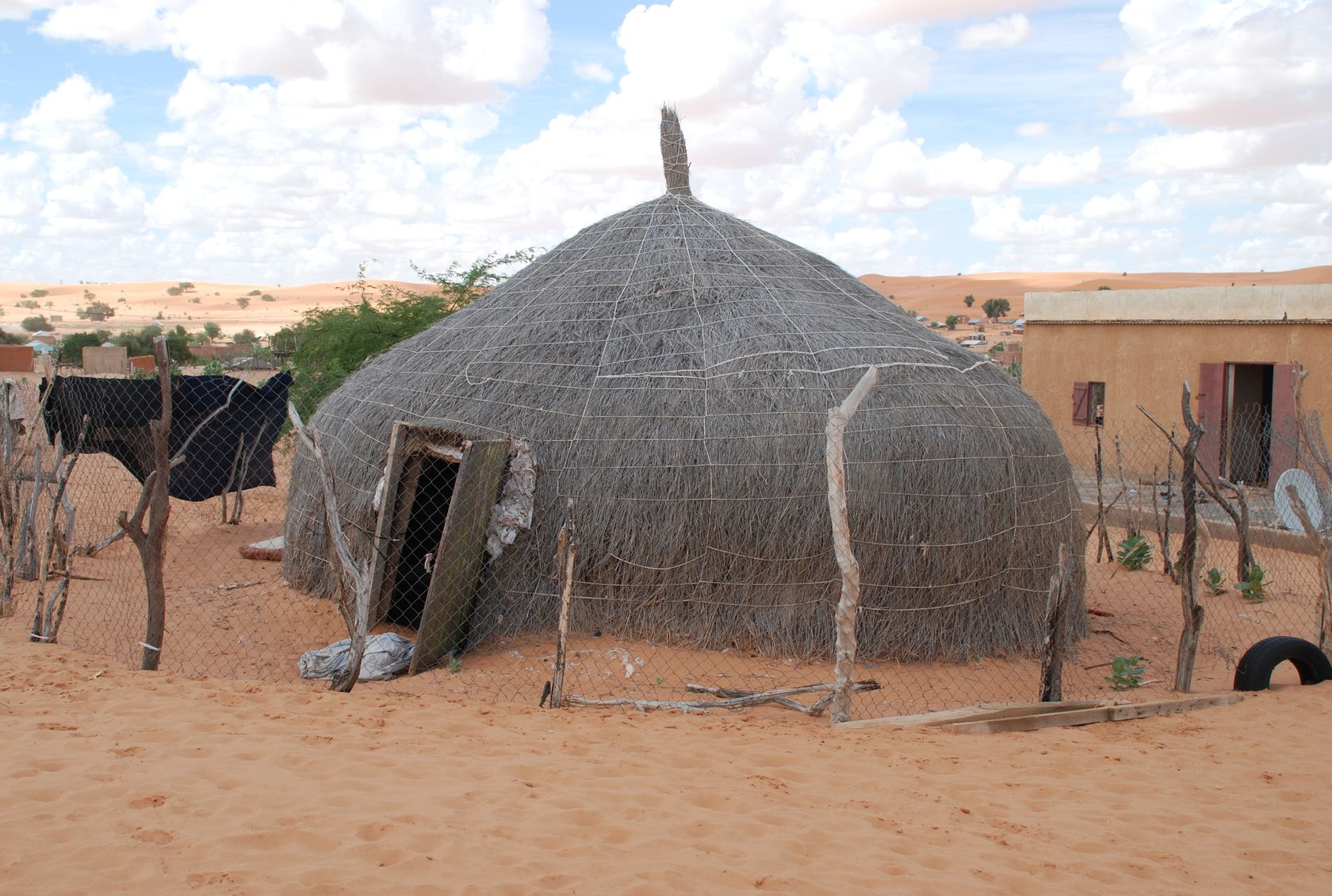
Boutilimit (sud-ouest)
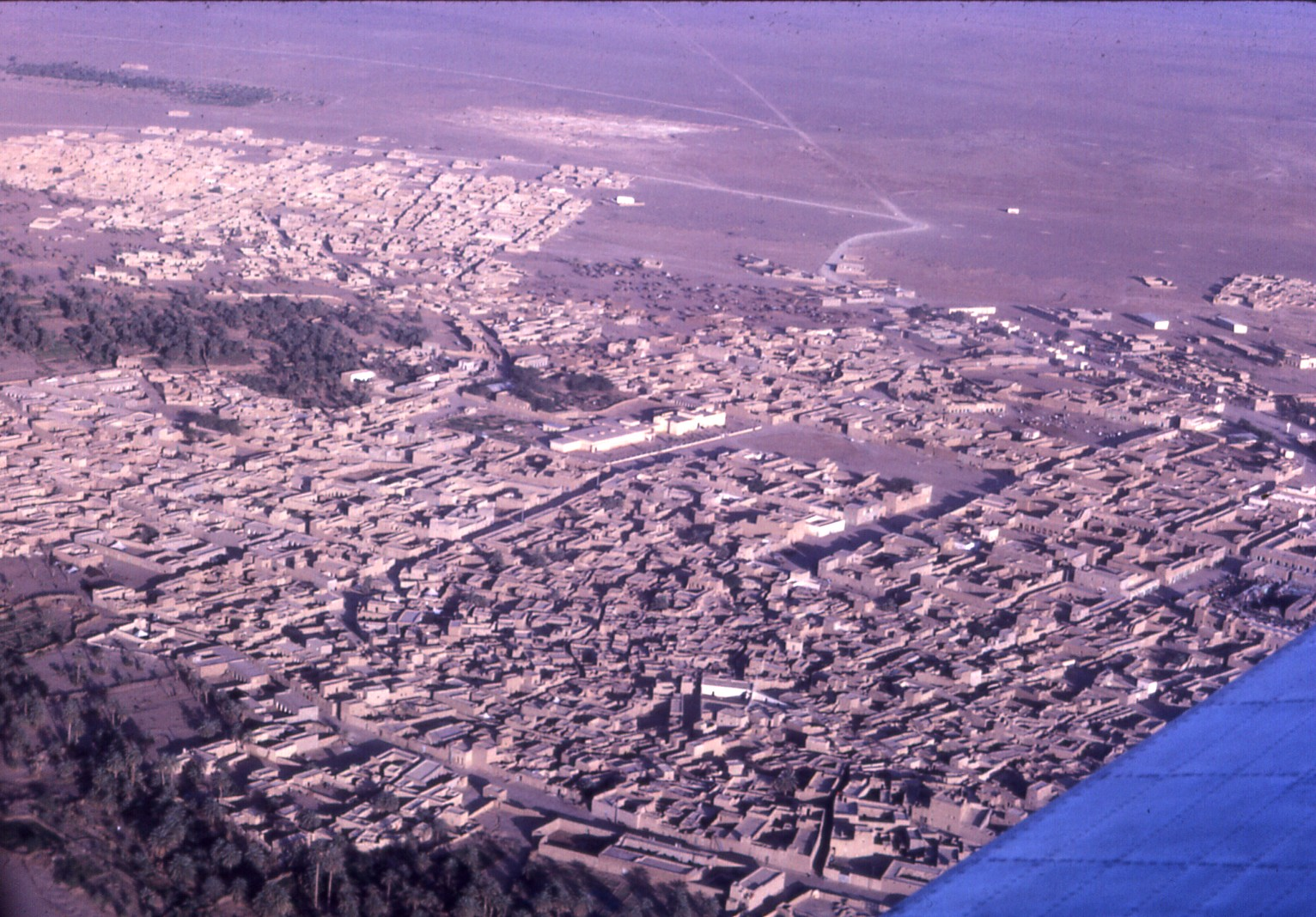
Vue aérienne d'Atar (nord-ouest, 1967)
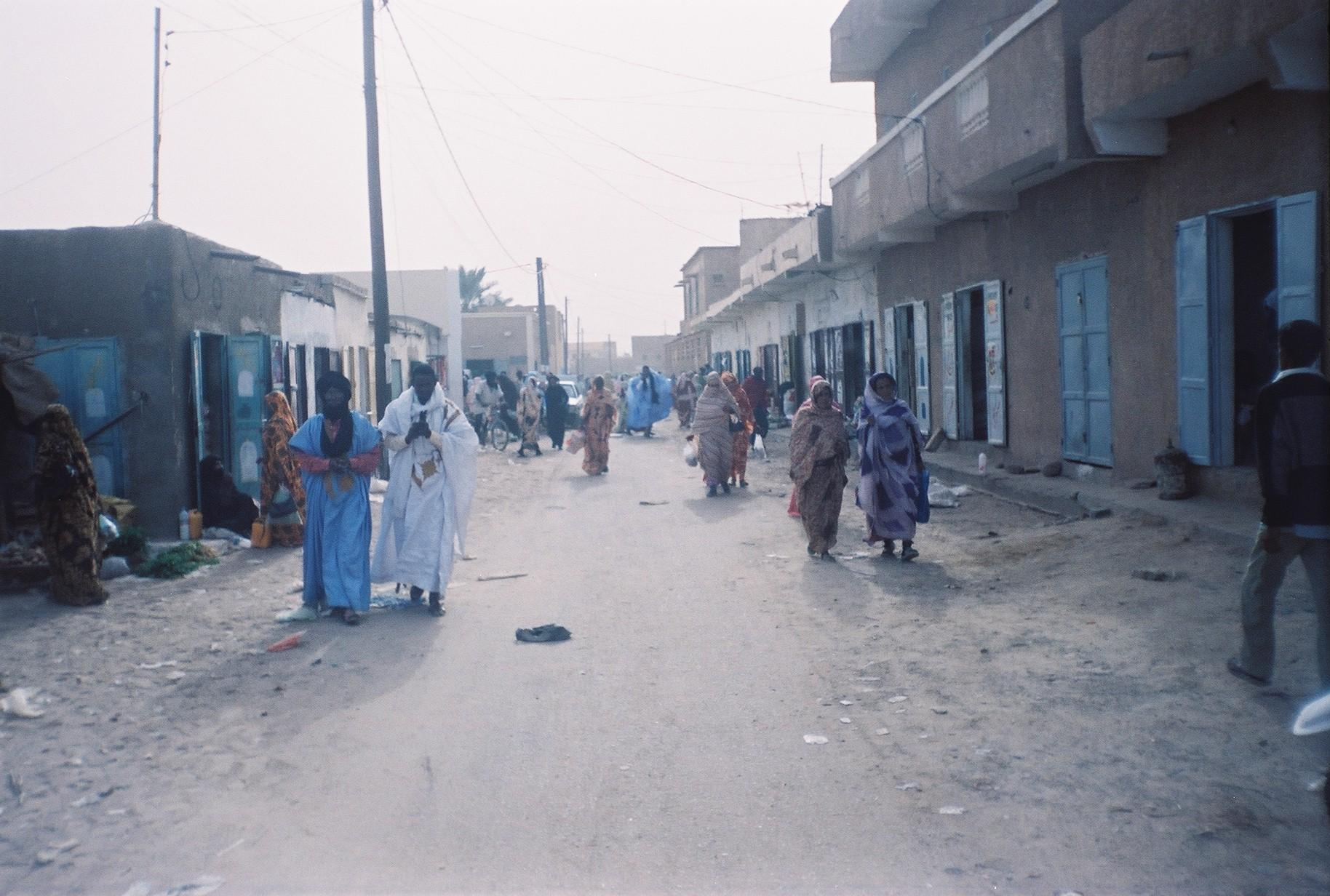
Rue du marché, Atar (nord-ouest)
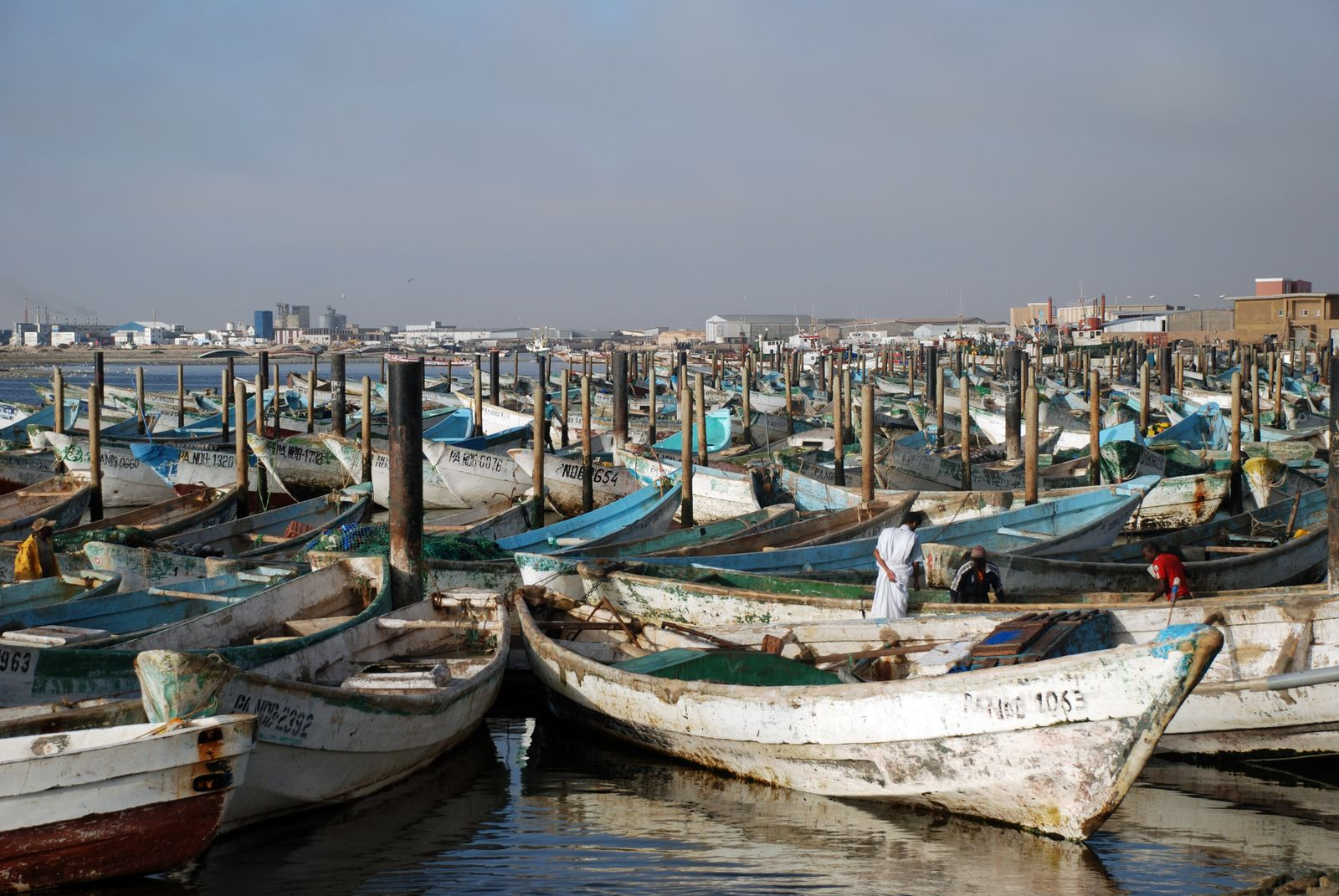
Port artisanal de Nouadhibou
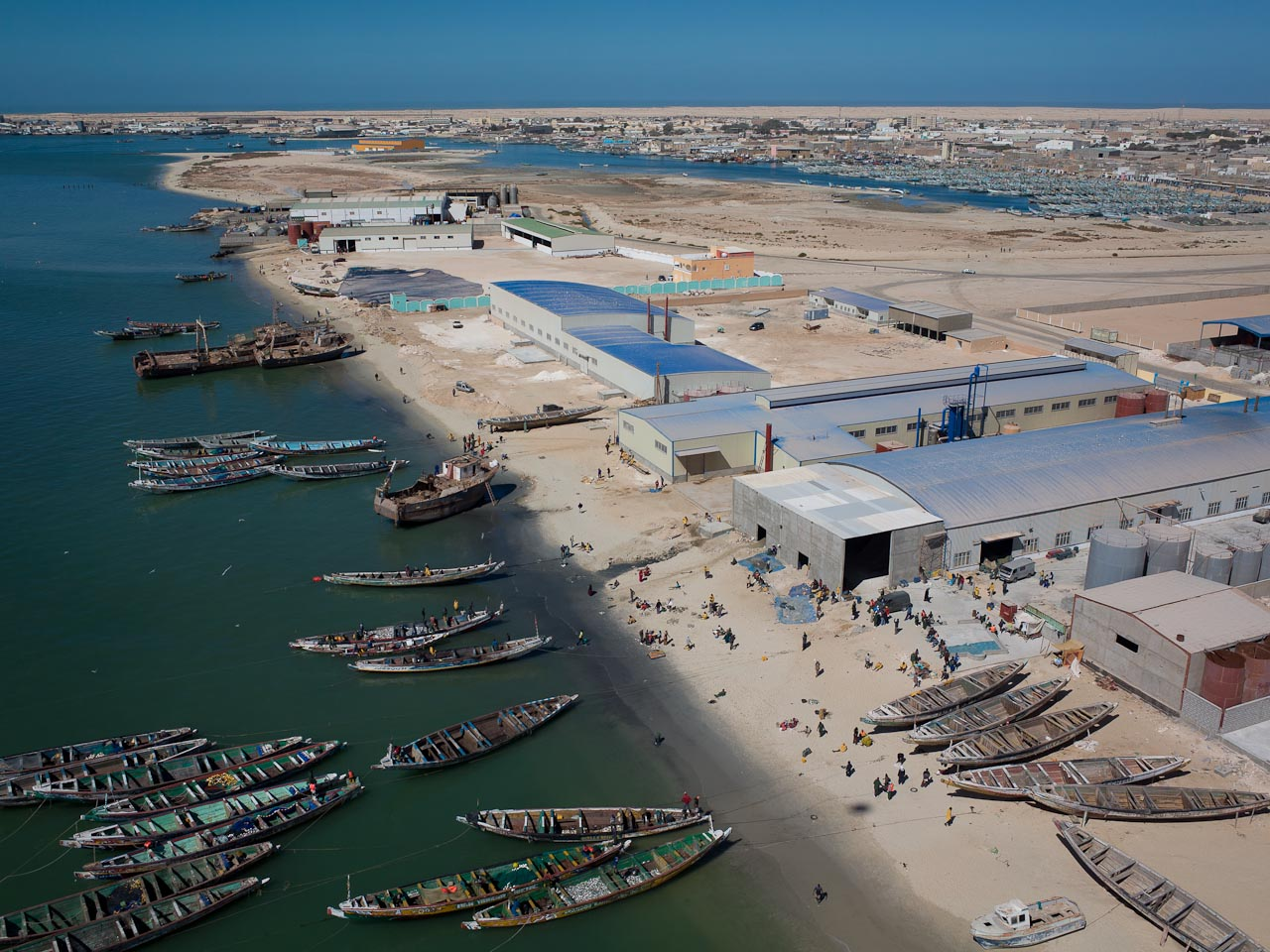
Entrepôts du port artisanal de pêche de Nouadhibou
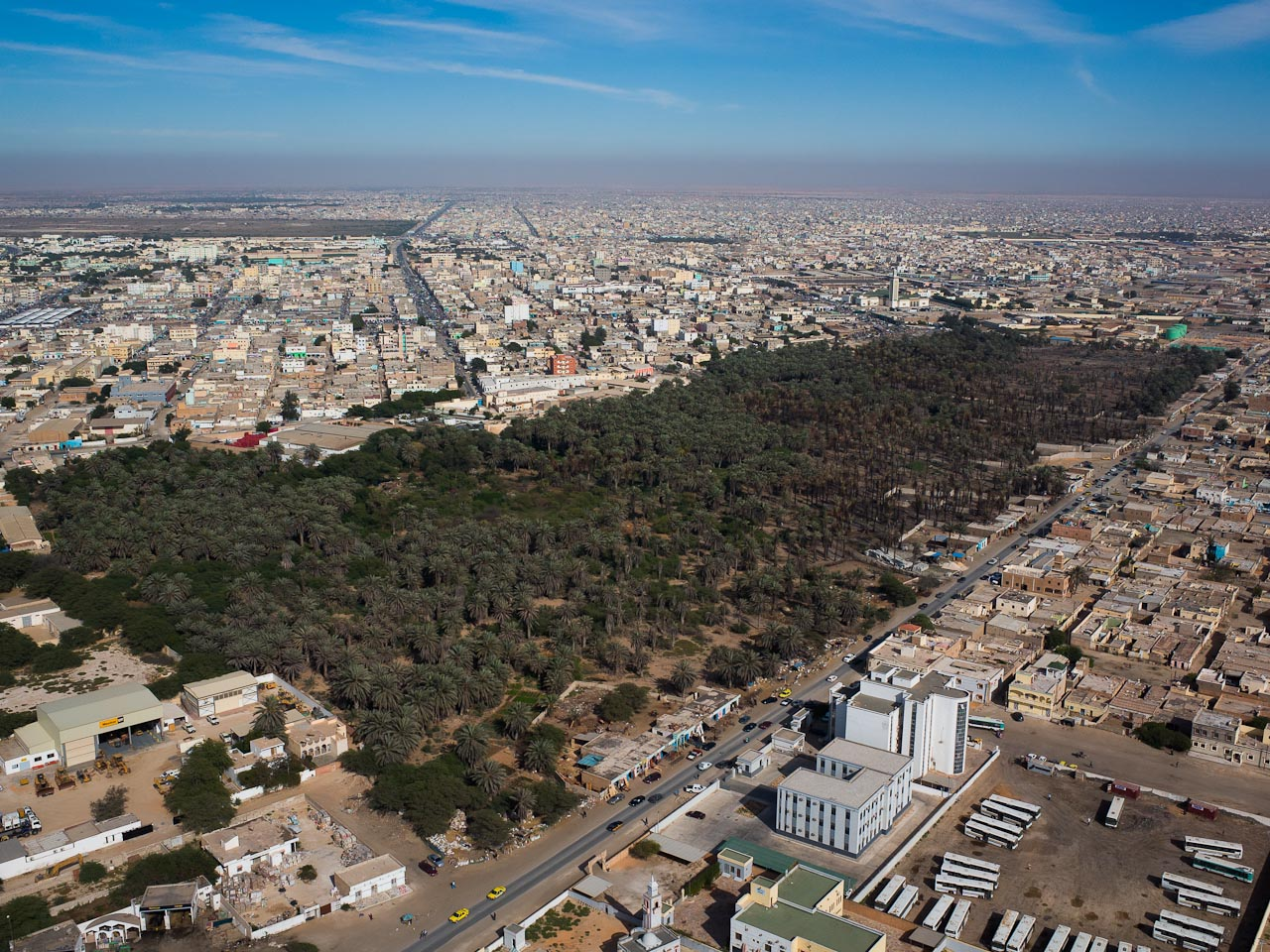
Vue aérienne de Nouakchott
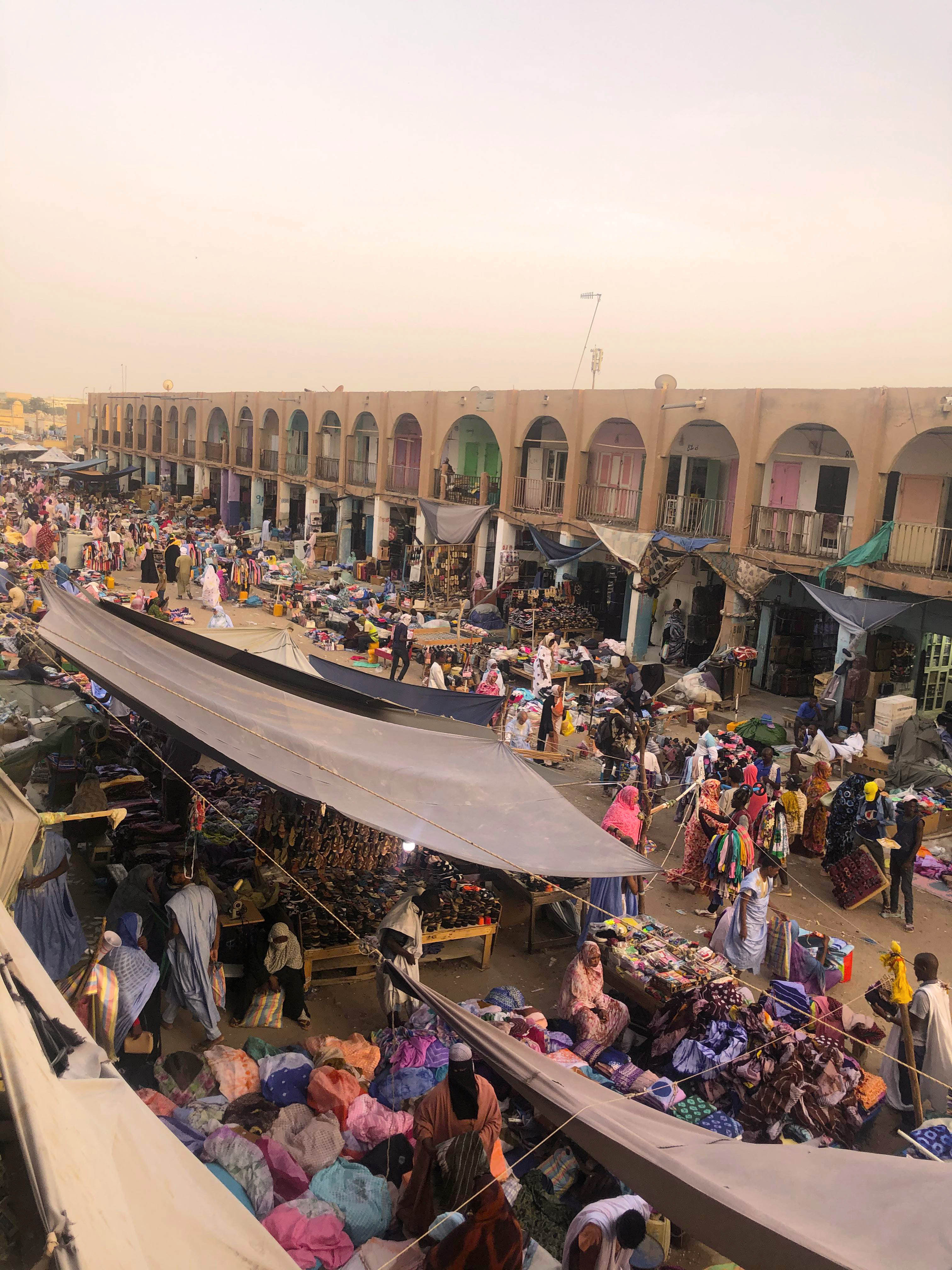
Ancien marché de Nouakchott

### Armature urbaine
En 2014, 59.3 % de la population mauritanienne était urbaine. La ville principale est Nouakchott, avec ses 945,000 habitants. 